# Дизпром
Дизпро́м — пасажирський залізничний зупинний пункт Львівської дирекції Львівської залізниці на неелектрифікованій лінії Самбір — Стар'ява між станціями Самбір (3 км) та Хирів (27 км). Розташований на півночі міста Самбір Львівської області, неподалік від Дезпромстанції та асфальтного заводу.

## Пасажирське сполучення
Станом на травень 2019 року щоденно курсували дві пари дизель-поїздів сполученням Самбір — Стар'ява. Наразі приміське сполучення припинено на невизначений термін.